# Oblatio
Az Oblatio, a Pokolgép zenekar akusztikus nagylemeze, amely 2006 decemberében jelent meg. A zenekar már hosszú ideje tervezett egy olyan lemezt, amely a régi slágereiket akusztikus áthangszereléssel hallatja. A Pokolgép 2006 nyarán felkérést kapott a Veszprémi Utcazene Fesztiválra, ahol akusztikus változatban kellett előadniuk dalaikat. Az előadás sikerén felbuzdulva láttak neki az anyag megformálásának. A lemez megjelenése óta a zenekar rendszeresen tart akusztikus koncerteket szerte az országban.
A lemez munkálatai alatt sor került egy tagcserére is. Szilágyi Ede dobos magánéleti okok miatt távozott a zenekarból, helyére Czébely "Csibe" Csaba került. Az Oblatio volt tehát az első olyan Pokolgép album, melyen Csibe közreműködése is hallható.
Az Oblatio régi Pokolgép dalok akusztikus változatait tartalmazza. Az áthangszerelésre összeválogatott dalok java a Rudán Joe érában keletkezett. Olyan slágerek akusztikus verziói hallhatók az albumon, mint a Hol van a szó? vagy az Adj új erőt. A Kalapács József fémjelezte Régi-Gép korszakból csupán három dalt komponáltak át, a Vallomás, A háború gyermeke és A jel című számokat. A lemezen hallható továbbá egy új szerzemény a Minden nap, amelyet az egy évvel később megjelent Pokoli mesék című nagylemezen is hallhatunk, elektromos hangszerekkel kiegészítve.

## Az album dalai
1. Minden nap - 4:29
2. Adj új erőt - 4:37
3. Mégegyszer - 3:42
4. Vallomás - 4:06
5. Hol van a szó - 4:14
6. A háború gyermeke - 5:18
7. Így szép az élet - 3:47
8. A túlsó part - 4:41
9. Aki másképp él - 4:16
10. A jel - 3:30
11. Ide tartozom - 3:40

## Közreműködők
- Rudán Joe - ének (kivéve 8.)
- Kukovecz Gábor - gitár, vokál (1.-11.),   ének (8.)
- Nagy Dávid - gitár, vokál
- Pintér Csaba - basszusgitár, vokál
- Czébely Csaba - dob